# Руновка
Руно́вка — село в Кировском районе Приморского края. Административный центр Руновского сельского поселения.

## География
Село Руновка стоит на правом берегу реки Белая.
Расположено на автотрассе «Уссури», расстояние до районного центра посёлка Кировский (находится к северу по трассе «Уссури») около 20 км.
На восток от села Руновка идёт дорога к сёлам Степановка и Афанасьевка.

## Население
| 1926 | 2002 | 2005 | 2010 |
| ---- | ---- | ---- | ---- |
| 821  | ↘510 | ↘488 | ↘380 |

## Улицы
| - ул. Восточная, - пер. Восточный, - ул. Зелёная, - ул. Кировская, - ул. Кооперативная, - ул. Лесная, | - пер. Лесной, - ул. Набережная, - ул. Парковая, - ул. Таежная, - ул. Центральная, - ул. Юбилейная. |

## Экономика
Жители занимаются сельским хозяйством.